# Sœurs de Saint Casimir
Les sœurs de Saint Casimir (en latin : Congregatio Sororum Sancti Casimiri) forment une congrégation religieuse féminine enseignante et hospitalière de droit pontifical.

## Histoire
En 1897, la lituanienne Casimira Kaupas (1880-1940) se rend aux États-Unis pour aider son frère qui est curé de la paroisse lituanienne à Scranton, en Pennsylvanie. Au cours de son séjour de quatre ans aux États-Unis, Casimira rencontre des sœurs pour la première fois et se sent attirée par une vie religieuse apostolique. Elle apprend par son frère que le clergé américain cherche à établir une congrégation lituanienne de religieuses dans le but d'éduquer les jeunes. Casimira revient en Europe et passe trois ans à Ingenbohl, en Suisse, où les sœurs de la charité de la Sainte-Croix la prépare à l'œuvre auquel elle se sent appelée.
John W. Shanahan, évêque du diocèse de Harrisburg, soutient la communauté naissante et demande aux servantes du Cœur Immaculé de Marie de Scranton d'accepter Casimira et ses deux compagnes dans leur noviciat pour les former à la vie religieuse. Le 29 août 1907, Casimira prend Marie comme nom de religion et souhaite que la nouvelle congrégation porte le nom de la Vierge, mais l'évêque Shanahan préfère le patronage de saint Casimir, le patron de la Lituanie. En raison de la forte concentration d'immigrants lituaniens à Chicago, John Shanahan consent à ce que les sœurs construisent leur maison-mère à Chicago.
Le 25 octobre 1913, James Edward Quigley, archevêque de Chicago approuve leur constitutions élaborées par Jurgis Matulaitis, supérieur général des marianistes. L'institut obtient le décret de louange le 5 août 1965.

## Activités et diffusion
Les sœurs de Saint Casimir se consacrent à diverses formes d'apostolat, en particulier parmi les communautés lituaniennes à l'étranger.
Elles sont présentes aux États-Unis et en Argentine.
La maison-mère est à Chicago.
En 2017, la congrégation comptait 61 sœurs dans 8 maisons.